# Den man elsker (roman)
 For alternative betydninger, se Den man elsker. (Se også artikler, som begynder med Den man elsker)
Den man elsker er en kriminalroman fra 2009 af Therese Philipsen. 
Romanen handler om en fuldkommen perfekt familie, mor, far og deres lille 11-årige datter Cecilie fra Espergade. Det hele går galt en dag da Cecilie pludselig forsvinder på vej til skole. Cecilie er dog ikke en normal 11-årig pige, idet hun har fornylig har vundet et talentshow og har siden opnået ganske stor succes i hendes sangkarriere. Liv Moretti og Per Roland prøver sammen med resten af NEC’s specialenhed, at opklare sagen, der viser sig at være sværere end forventet, med en masse nye elementer. Undervejs er dagene aldrig kedelig for Liv og hendes hold, når en forsvindingssag pludselig udvikler sig til noget lidt mere alvorligt.
| Bog | Spire Denne artikel om bøger og tidsskrifter er en spire som bør udbygges. Du er velkommen til at hjælpe Wikipedia ved at udvide den. |